# Ezequiel Mosquera
Ezequiel Mosquera Míguez (Cacheiras, Teo, La Coruña, 19 de noviembre de 1975) es un exciclista español.

## Biografía

### 1999-2004: debut en el ciclismo portugués
Debutó como profesional con el equipo portugués de 2.ª división Paredes, en el año 1999, donde permaneció cuatro temporadas. 

### 2007-2010: revelación en la Vuelta con el Xacobeo Galicia
En el año 2007 debutó con 31 años en la Vuelta a España y consiguió una meritoria quinta plaza, haciendo una genial vuelta sobre todo en las etapas de montaña.
En la Vuelta a España 2008, realizó otra gran participación, marchando casi todo el tiempo rozando el podio, haciendo grandes etapas de montaña, especialmente en el puerto de Fuentes de Invierno, descolgando a ciclistas como Carlos Sastre o Alejandro Valverde y ocupando la cuarta posición en la general final.
Además cosechó buenas actuaciones en pruebas importantes como la Vuelta a Burgos y estuvo a punto de ganar varias etapas en la Vuelta al País Vasco y en la Vuelta a España finalizando en segunda posición sendas etapas.
Estando en el mejor momento de forma de su carrera sufrió un revés en 2009 ya que se le descartó del Giro de Italia por una fractura sufrida en su muñeca izquierda,mientras estaba en su casa descansando.
Regresó en la Vuelta a España, donde firmó una meritoria quinta posición final, tras ser uno de los ciclistas que más espectáculo ofreció atacando numerosas veces en el "Tríptico Andaluz" y en otras etapas de montaña.
En el año 2010 volvió a repetir puestos de honor en diferentes carreras, como el tercer lugar en la Vuelta a Castilla y León, perfilando toda su temporada para poder brillar en la Vuelta a España. En la misma logró imponerse en la penúltima etapa, con final en la Bola del Mundo tras un largo ataque buscando ganar la ronda española, ocupando la segunda posición de la clasificación general final a 41 segundos del italiano Vincenzo Nibali. En septiembre la UCI anunció resultados analíticos anormales por presencia de hidroxietil almidón que se detectó en un control antidopaje de la Vuelta. Posteriormente la UCI anuló los resultados de Mosquera desde el 28 de agosto de 2010 basándose en la sentencia del TAS (Tribunal de Arbitraje Deportivo) de 2012.

### 2011-2012: nuevos retos en el Vacansoleil
En 2011 fichó por el equipo Vacansoleil-DCM Pro Cycling Team, donde Mosquera iba a coincidir con el italiano Riccardo Riccò, que ese año volvía a competir tras una sanción de dos años por dopaje y quien, tras un primer debut con el Ceramica Flaminia, había fichado por el equipo neerlandés. Pero Riccò se vio envuelto en un nuevo caso de dopaje por lo cual fue despedido el 25 de abril. Otro de los integrantes de lujo de la escuadra holandesa fue Stijn Devolder. 

#### Apartado provisionalmente
Tras el positivo detectado el nuevo equipo dejó en suspenso la contratación del ciclista. Tras salir absuelto finalmente concretó el fichaje. Aunque meses después lo apartó hasta que finalizase el caso, sobre todo por precaución debido a la supuesta reincidencia de dopaje del otro de sus líderes: Riccò.
Tras no haber noticias oficiales estuvo previsto que Mosquera debutase en el Tour de Romandía 2011 a finales de abril, hecho que no ocurrió saliendo su equipo con un corredor menos.

### Sanción definitiva
Finalmente fue sancionado a finales del 2011, no computándole los meses que no corrió en el Vacansoleil como de sanción debido a que la sustancia en sí no era dopaje y en principio no fue sancionado, con 2 años hasta agosto del 2013. Durante el 2012 Mosquera hizo unas declaraciones insinuando que podría haber incumplido alguna norma antidopaje aunque no dejando clara su culpabilidad. En marzo de ese mismo año anunció su retirada definitiva.

### Fallo de la Audiencia Nacional
La Audiencia Nacional, tras casi dos años desde que Ezequiel Mosquera recurriera su sanción, da la razón al corredor gallego y anula por un defecto de forma su sanción de dos años por el análisis que detectó hidroxietil almidón en su organismo en la Vuelta a España 2010 en la que acabó segundo. A pesar de ello, la UCI mantiene anulados los resultados de Mosquera desde el 28 de agosto de 2010 basándose en la sentencia del TAS (Tribunal de Arbitraje Deportivo) de 2012.

## Palmarés
2005
- 1 etapa de la Vuelta a La Rioja

2008
- Clásica de Alcobendas, más 1 etapa

2009
- 1 etapa en la Vuelta a Burgos

2010
- 1 etapa en la Vuelta a Asturias

## Resultados en Grandes Vueltas y Campeonatos del Mundo
Durante su trayectoria deportiva consiguió los siguientes resultados en grandes vueltas ciclistas y en los Campeonatos del Mundo de Ciclismo en ruta:
| Carrera         | Carrera         | 1999 | 2000 | 2001 | 2002 | 2003 | 2004 | 2005 | 2006 | 2007 | 2008 | 2009 | 2010 |
| --------------- | --------------- | ---- | ---- | ---- | ---- | ---- | ---- | ---- | ---- | ---- | ---- | ---- | ---- |
|                 | Giro de Italia  | ―    | ―    | ―    | ―    | ―    | ―    | ―    | ―    | ―    | ―    | ―    | ―    |
|                 | Tour de Francia | ―    | ―    | ―    | ―    | ―    | ―    | ―    | ―    | ―    | ―    | ―    | ―    |
|                 | Vuelta a España | ―    | ―    | ―    | ―    | ―    | ―    | ―    | ―    | 5.º  | 4.º  | 5.º  | 2.º  |
| Mundial en Ruta | Mundial en Ruta | ―    | ―    | ―    | ―    | ―    | ―    | ―    | ―    | ―    | Ab.  | ―    | ―    |

―: no participa

Ab.: abandono

## Equipos ciclistas
- C.C.Padronés-Conservas Cortizo (1994)
- C.C.Coruñés-Leyma (1995-1997)
- C.C.Ponteareas-Aguas de Mondariz (1998)
- Paredes (1999-2002)
  - Paredes Movel-Ecop (1999)
  - Paredes Rota dos Moveis-Tintas VIP-Antarte (2000)
  - Paredes Rota dos Moveis-Tintas VIP-Ecop (2001)
  - Paredes Rota dos Moveis-Antares VIP (2002)
- Cantanhede-Marques da Marialva (2003)
- Carvalhelhos-Boavista (2004)
- Kaiku (2005)
- Comunidad Valenciana (2006)
- Galicia (2007-2010)
  - Karpin Galicia (2007-2008) (hasta el 25 de agosto)
  - Xacobeo Galicia (2008-2010)
- Vacansoleil-DCM Pro Cycling Team (2011)